# Данджину, Уильям
Уильям Данджину (фр. William Dandjinou; род.1 октября 2001 года в Шербруке, Канада) ― канадский конькобежец, занимающийся шорт-треком. Четырёхкратный чемпион мира. Выступал за клуб "CPV Montréal St-Michel" и "Laval Regional Short Track Centre". 

## Биография
Уильям родился в семье медиков. Его мать - врач, а отец имеет докторскую степень в области микробиологии. Он начал кататься на коньках примерно в возрасте 5-ти - 6-ти лет в Шербруке.  С 2017 года он участвовал в региональных соревнованиях в Квебеке среди юниоров, а в 2019 и 2020 годах выступал на чемпионате мира среди юниоров, заняв лучшее 8-е место в забеге на 1000 м. Он стал пятикратным призером зимних игр Канады 2019 года в Ред-Дире, привезя домой три золотые и две серебряные медали в составе команды Квебека. 
Данджину дебютировал на Кубке мира в сезоне 2019/20 годов, приняв участие в трёх соревнованиях и заняв лучшее пятое место в составе мужской смешанной эстафетной команды в Солт-Лейк-Сити. 28 ноября 2021 года он впервые попал на подиум на этапе Кубка мира в Дордрехте, выиграв серебряную медаль в эстафете. В ноябре 2022 года на чемпионате четырех континентов в Солт-Лейк-Сити он взял бронзовую медаль в забеге на 1000 м, а через месяц выиграл первую золотую медаль на этапе Кубка мира в эстафете.
В октябре 2023 года Уильям выиграл неожиданно для всех чемпионат Канады по шорт-треку и в ноябре участвовал на чемпионате четырех континентов в Лавале, где  занял 1-е место в беге на 1000 м и 3-е в эстафете. Он также занял 3-е место в общем зачёте Кубка мира на дистанции 1500 м, выиграв впервые в забеге на 1500 м в октябре на этапе в Монреале, а в декабре на этапах в Сеуле и Дрездене. В марте 2024 на чемпионате мира в Роттердаме завоевал золотую медаль в забеге на 1000 м. Он воспользовался стычкой между южнокорейцами Пак Чжи Воном и Хван Дэ Хоном, чтобы вернуть лидерство до финиша, который он пересёк, опередив итальянцев Пьетро Сигеля и Луку Спекенхаузера.
На чемпионате мира 2025 года в Пекине выиграл золотую медаль на дистанции 1500 метров, став двукратным чемпионом мира. 

## Личная жизнь
Уильям Данджину увлекается чтением, игрой дедушкиными шахматами, велоспортом и баскетболом. Он обучается в колледже Мезоннёв в Монреале в области науки.